# Nettie Stevens
Nettie Maria Stevens (1861 -  1912) là nhà nữ di truyền học người Mỹ, thường được nhắc đến vì là người đầu tiên phát hiện ra nhiễm sắc thể giới tính và vai trò của nó trong di truyền.
Năm 1905, sau khi phát hiện lại bài báo của Mendel về di truyền học (năm 1900), bà đã nhận thấy cá thể đực của loài sâu bột tạo ra hai loại tinh trùng khác nhau: một loại có một nhiễm sắc thể lớn còn loại kia có nhiễm sắc thể nhỏ hơn. Khi tinh trùng có nhiễm sắc thể lớn thụ tinh với trứng của sâu bột cái thì tạo thành hợp tử tạo ra cá thể cái, còn khi tinh trùng có nhiễm sắc thể nhỏ thụ tinh với trứng thì tạo ra cá thể đực. Cặp nhiễm sắc thể giới tính mà bà đã nghiên cứu sau này được gọi là nhiễm sắc thể X và Y trong hệ xác định giới tính XY (XY sex-determination system).

## Tiểu sử
Tên bà thường được gọi tắt là Nettie Stevens.
- Stevens sinh ngày 7 tháng 7 năm 1861 tại Cavendish, Vermont, trong một gia đình trung lưu đã sống ở New England trong 5 thế hệ. Vào thời đó, con gái đi học không phổ biến, nhưng Stevens đã may mắn được cha mẹ cho học tại Học viện Westford, một trường học cho cả nam và nữ thuộc mọi quốc tịch.
- Stevens tốt nghiệp năm 19 tuổi và trở thành một giáo viên mặc dù vẫn mong muốn được học tiếp. Sau ba học kỳ giảng dạy, tiết kiệm tiền, Stevens theo học tại Trường Sư phạm Westfield Normal.
- Đến tuổi 35, Stevens đăng ký học tại Đại học Leland Stanford, rồi học Cao học tại Bryn Mawr College bốn năm sau đó. Stevens là người thông minh, và mặc dù vẫn giảng dạy, nhưng lòng nhiệt tình với khoa học vẫn không nguôi.
- Sang tuổi 39, Stevens bắt đầu làm việc với tư cách là một nhà khoa học nghiên cứu, và 11 năm tiếp theo sẽ là khoảng thời gian hiệu quả nhất trong cuộc đời bà. Tuy nhiên, phát hiện không được đánh giá cao, vi lúc này, lý thuyết di truyền nhiễm sắc thể vẫn chưa được chấp nhận. Một nhà nghiên cứu khác, Edmund Wilson cũng đã có phát hiện tương tự vào cùng thời điểm, nhưng Stevens được coi là người đã thực hiện bước nhảy vọt lý thuyết lớn hơn.
- Sau đó, Stevens tiếp tục nghiên cứu và giảng dạy tại Phòng thí nghiệm Bryn Mawr và Cold Spring Harbour trong suốt quãng đời còn lại. Sự nghiệp khoa học của bà bắt đầu muộn mà lại kết thúc sớm khi bà qua đời vì bệnh ung thư vú vào ngày 4 tháng 5 năm 1912.[5]
- Thomas Hunt Morgan, trong một bản cáo phó về sự ra đi của Stevens đã nói: "Sự nhất quán và tận tâm của bà, kết hợp với khả năng quan sát nhạy bén, chu đáo và kiên nhẫn của bà đã tạo nên thành tích đáng kể này".[6]

## Vinh danh

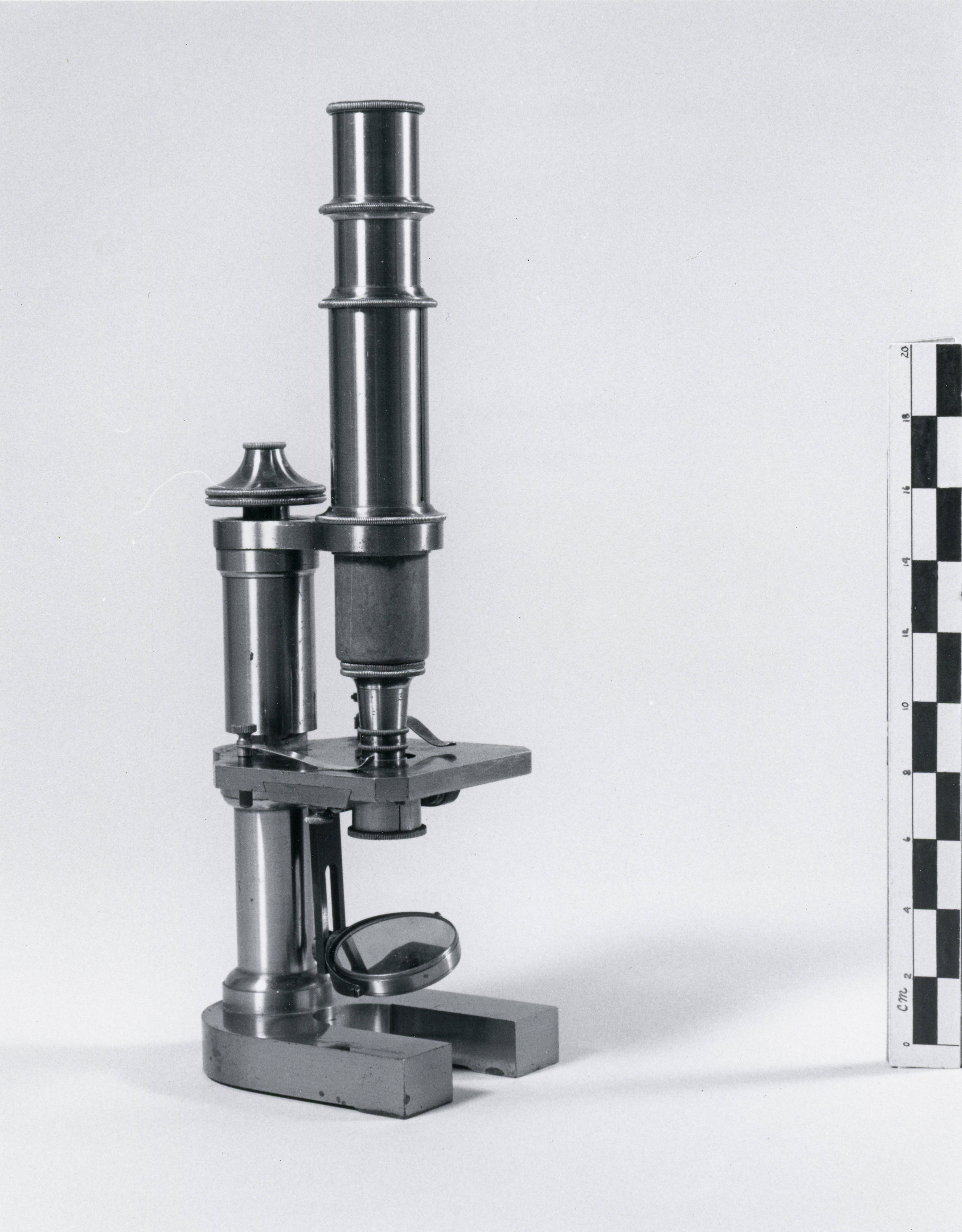
Kính hiển vi Nettie Stevens đã dùng, trường cao đẳng Bryn Mawr

- Năm 1994, Stevens được ghi tên trong National Women's Hall of Fame (Đại sảnh Danh vọng Phụ nữ Quốc gia).
- Google cũng đã kỷ niệm sinh nhật lần thứ 155 của bà vào ngày 7 tháng 7 năm 2016.
- Vào ngày 5 tháng 5 năm 2017, Đại học Westfield State đã vinh danh bà bằng cách đặt tên bà cho "Trung tâm Khoa học và Sáng tạo Tiến sĩ Nettie Maria Stevens", nơi đặt các chương trình cấp bằng đại học về Điều dưỡng và Sức khỏe, Hóa học và Vật lý, Sinh học, Khoa học Môi trường và chương trình cấp bằng thạc sĩ về Nghiên cứu Trợ lý Bác sĩ.